# 小宮山雄飛のTHE FOODIES
『小宮山雄飛のTHE FOODIES』は、食と旅のフーディーズTVで2014年9月15日から放送していたバラエティグルメ番組。

## 内容
毎回一つのテーマを決めそのテーマの食材などを提供しているお店で収録。小宮山雄飛自ら番組BGMを選曲。

## 出演者
- 小宮山雄飛
- 川瀬良子

## コーナー
- 川瀬良子のちょっと寄り道
- グル漫の世界:小宮山の大好きなグルメ漫画を紹介。コーナー題字はビッグ錠。

## 放送リスト
| 回 | 放送日        | テーマ                            | お店                                               | 川瀬良子のちょっと寄り道                                    | グル漫の世界                                 |
| -- | ------------- | --------------------------------- | -------------------------------------------------- | ----------------------------------------------------------- | -------------------------------------------- |
| 1  | 2014年9月15日 | レア物ビールに酔いしれる          | sansa                                              | エノテカピッツェリア神楽坂スタジオーネ                      | ビッグ錠「包丁人味平」                       |
| 2  |               | 食べる豆 薫る豆                   | ミュゼ・ドゥ・ショコラ・テオブロマ                 | 銀座カフェーパウリスタ                                      | 谷口ジロー「孤独のグルメ」                   |
| 4  |               | ちょっと通なワインのすすめ        | シュバリエ(太田悦信さん)                           | ヴィノスやまざき有楽町店                                    | 加藤唯史「ザ・シェフ」                       |
| 5  |               | 激しく!もっとスパイシーに!!       | 旨・辛・DINING 赤い壺(伊藤友美さん)                | からいもの屋高梨                                            | ふなつ一輝「華麗なる食卓」                   |
| 6  |               | テーブルコーディネートは小宇宙だ! | ルームレシピスタジオ(出牛千津子さん)               | 渋谷区恵比寿西「ZAPADY-DO」(店長飯針瞳さん)                 | よしながふみ「愛がなくても喰ってゆけます。」 |
| 7  |               | ホームパーティーしてる?           | TORANOMON LOUNGE(パーティプランナー鈴木佐和子さん) | 港区赤坂 オリジナル・ケーキ&パスタ 紙ひこうき(鈴木郁子さん) | 泉昌之「食の軍師」                           |

## スタッフ
- CAM：八山直樹、花岡隆太、甲斐優美
- VE：川上泰広、中川拓真
- EED：鈴木朋子
- MA：長田浩幸、土屋信
- 音効：金子寛史
- スタイリスト：森田文菜
- ヘアメイク：武部千里
- 技術協力:テレテック、IMAGICA、ビデオウイング
- レシピ協力：FOODESレシピ、akai-saladさん、shinomaiさん、RUNEさん、hannoahさん、ikumiさん、オリエンタルママさん
- 選曲：小宮山雄飛
- 構成：森泉たつひで
- AD：金森咲季、山下紗希
- ディレクター：堀川英男
- プロデューサー：IMAGICA FTV(岡花実、海尾泰弘、小野寺春佳)
- 制作協力：エーステレビ
- 制作・著作：IMAGICA FTV